# Levan Akin

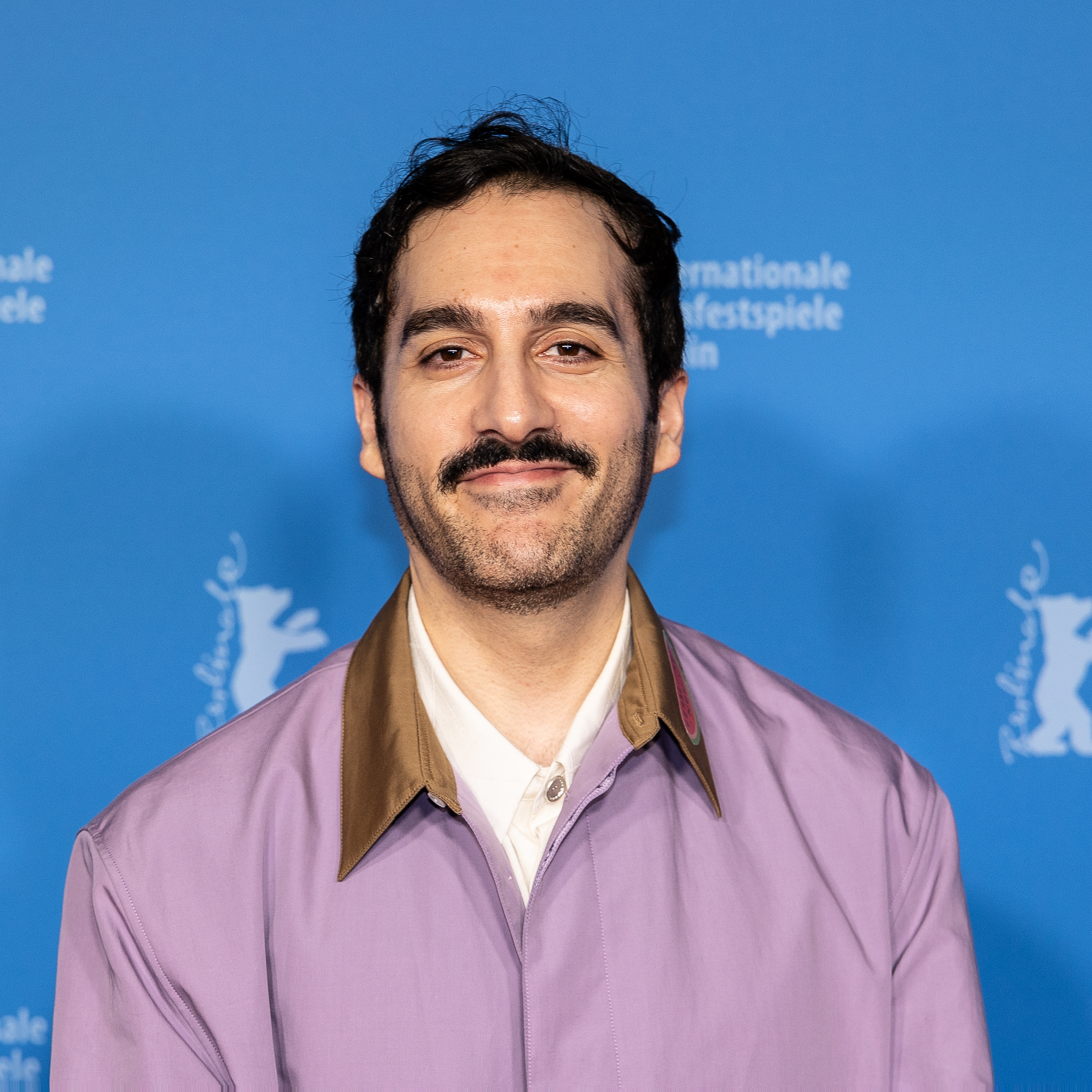
Levan Akin (2024)

Levan Akin (* 14. Dezember 1979 in Tumba) ist ein schwedischer Filmregisseur und Drehbuchautor.

## Leben
Levan Akin wurde am 14. Dezember 1979 in Tumba (Großraum Stockholm) geboren. Seine Eltern stammen ursprünglich aus Georgien. Er begann seine Karriere als Assistent für verschiedene Filmproduktionen, unter anderem für das schwedische Fernsehen. Mit dem Kurzfilm De sista sakerna gewann er 2008 zusammen mit der Koautorin und Filmproduzentin Erika Stark, mit der er öfter eng zusammengearbeitet, zwei Preise bei den Hamburger Filmfestspielen. 
Seinen Film Als wir tanzten stellte er in der Quinzaine des réalisateurs, der Directors’ Fortnight in Cannes, vor. Der Film kam am 11. Oktober 2019 in die schwedischen Kinos. Es handelt sich bei Als wir tanzten um den ersten Film des Regisseurs in georgischer Sprache. Der Film wurde von Schweden als Beitrag für die Oscarverleihung 2020 in der Kategorie Bester Internationaler Film eingereicht. Ende Juni 2020 wurde Levan Akin ein Mitglied der Academy of Motion Picture Arts and Sciences.
Sein folgender Spielfilm Crossing: Auf der Suche nach Tekla feierte im Februar 2024 bei der 74. Berlinale seine Premiere. Der Film erzählt von der Reise einer Frau names Lia nach Istanbul, um ihre verschwundene Nichte Tekla zu finden, die in einer Wohngemeinschaft für transsexuelle Frauen lebt.
Akin ist offen homosexuell.

## Filmografie (Auswahl)
- 2008: De sista sakerna (Kurzfilm)
- 2009: Livet i Fagervik (Fernsehserie, 3 Folgen)
- 2011: Katinkas Kalas
- 2011: Anno 1790 (Fernsehserie, 3 Folgen)
- 2012: Real Humans (Fernsehserie, 4 Folgen)
- 2015: Zirkel (Cirkeln)
- 2019: Als wir tanzten (And Then We Danced)
- 2024: Crossing: Auf der Suche nach Tekla (Crossing)

## Auszeichnungen
Chicago International Film Festival
- 2019: Auszeichnung mit dem Best International Feature Audience Award (Als wir tanzten)
- 2019: Auszeichnung mit dem Gold Q-Hugo im Out-Look Competition (Als wir tanzten)[6][7]

Cork Film Festival
- 2019: Nominierung für den Publikumspreis (Als wir tanzten)[8]

Guldbagge
- 2020: Auszeichnung als Bester Film (Als wir tanzten)
- 2020: Auszeichnung für das Beste Drehbuch (Als wir tanzten)
- 2020: Nominierung für die Beste Regie (Als wir tanzten)[9]

Internationale Filmfestspiele von Cannes
- 2019: Nominierung für die Queer Palm (Als wir tanzten)

Internationales Filmfestival von Stockholm
- 2011: Nominierung für das Bronzene Pferd (Katinkas Kalas)

Odessa International Film Festival
- 2019: Auszeichnung mit dem Goldenen Duke im internationalen Wettbewerb (Als wir tanzten)
- 2019: Auszeichnung mit dem Großen Preis (Als wir tanzten)[10]

Palm Springs International Film Festival
- 2020: Nominierung als Bester fremdsprachiger Film für den FIPRESCI-Preis (Als wir tanzten)[11]